# Thorild Wulff
Pour les articles homonymes, voir Wulff.
Thorild Wulff, né le 1er avril 1877 à Göteborg et mort entre août et septembre 1917 dans le nord-ouest du Groenland, est un botaniste et explorateur suédois.

## Biographie
Il obtient son doctorat de l'Université de Lund en 1902 sur la base d'observations qu'il a faites lors d'une expédition géodésique suédo-russe au Svalbard.
Assistant de recherche en horticulture (1905-1909), professeur de botanique à l'Université de Stockholm (1909-1913), en 1911, il voyage en Islande avec son ami l'auteur Albert Engström qui rédige le récit du voyage (Åt Häcklefjäll, 1913).
Il participe à la deuxième expédition de Thulé dirigée par Knud Rasmussen de Thulé au cap Bridgman, dans le nord-est de la Terre de Peary. Lors du voyage de retour, l'expédition souffre du mauvais temps et de l'insuffisance des approvisionnements, ce qui fait des victimes, dont Wulff. Il est mort de fatigue près du cap Agassiz, au large du glacier Humboldt.

## Hommages
- L'espèce végétale groenlandaise Braya thorild-wulffii (Brassicaceae) porte son nom depuis 1923.
- Un péninsule de la Terre de Wulff, dans le nord du Groenland, porte également son nom.